# Kelebija (Olaška mikroregija, Mađarska)
Kelebija (mađ. Kelebia) je pogranično selo u jugoistočnoj Mađarskoj.
Zauzima površinu od 66,70 km četvornih.

## Zemljopisni položaj
Nalazi se u regiji Južni Alföld, na 46°12' sjeverne zemljopisne širine i 19°37' istočne zemljopisne dužine, uz granicu s autonomnom pokrajinom Vojvodinom u Republici Srbiji. Granica koju se povuklo 1918. je podijelila jedno selo u dvije države, tako da se s druge strane granice nalazi selo Kelebija.

## Upravna organizacija
Upravno pripada olaškoj mikroregiji u Bačko-kiškunskoj županiji. Poštanski broj je 6423. Upravno joj pripada selo Gredina.

## Stanovništvo
U Kelebiji živi 3019 stanovnika (2002.).